# 妙高山摩崖造像
妙高山摩崖造像位於重慶市大足区（原大足縣）西季家鄉曙光村東風水庫之南（距大足縣城37公里），南宋造像，編8號，造像岩面寬36米，高6米。除一個窟是釋、道、儒三教合一造像，其餘的均是佛教造像。
1953年列為縣文物保護單位，1992年3月19日列為重慶市第二批市級文物保護單位。1996年9月16日公佈為四川省第四批省級文物保護單位。2000年9月7日列為第一批重慶市文物保護單位。2019年10月7日公布为第八批全国重点文物保护单位（并入北山摩崖造像）。

## 介紹[5]
民國《大足縣誌》錄妙高山《忠誠堂詩碑》，妙高山上有南宋潼川府路兵馬都鈐轄瀘南安撫使、知瀘州軍州提舉學事兼管內勸農使馮檝墓葬。清末邑人李型廉游妙高山見《建玉皇閣記》碑陰尚存有「濟川馮楫始開此山」之語。明洪武15年（1382年）重開山祖關通禪師圓寂於妙高山，囑置肉身於木桶30年後方開。永樂12年（1414年）方建塔藏身於其中，山頂塔至今尚存。明末有賊以針刺指，血猶溢出。

## 石刻内容[8]
- 羅漢頌：「知一切人，具此妙用，我雖不能，能設此供，小入無閒，澡身君持，大不可知，山隨線移」。東坡居士讚。
- 石刻一：李審持挈男永譽英,自桂山過妙高瞻禮，前之醮壇親友張子崇、黎楚才、王中行、何公輔、公孫元度、張聖文、僧顯明同來徧覽巖竇，煑茗於此，歲丙戌首夏浴佛日。
- 石刻二：洋川印祖傳、蓬萊勝子仁、[缺三字]元明，同遊，觀千山競秀，萬卉爭妍，瞻梵容絶勝，渾若靈鷲，盤礴久之，興盡而歸，紹興乙亥仲春五日。
- 建玉皇閣記：賜進士第主户部事恆所雷孔文撰。妙高，蜀之古刹也，僻處棠治西南隅四十里許，溯其原，自祖關通禪師開闢，迄今數百餘年矣，其閒存心於奉佛者，雖代[缺四字]規模[缺二字]尚未畢舉，萬歷甲戌春，貴陽韓均，先世以武德奇勲得試，明時為太祖重，遂承命世官爵千兵，公素性純樸，雅好神仙，乃致政冡嗣駕夙鞭庭，歷覽無際，收天下奇觀，歷岷峨，因及此景，陟後殿，見有玉帝聖像位右隅，公艴然嘆曰：失次甚矣，帝之為帝也，統天地之尊，而佛如釋迦，祖師如祖關者，又各有類，乃與之並祀一堂，未必彼此之能相安也，况反位於上帝之左乎，即歸捐金數百，後鑄銅像，延於此刹，乃捐已俸，購地數丈，聚材數千，命匠數十，鳩工數百，委長老[缺一字]全以統衆工權山傳本以分衆[缺一字]至於經營庶事，綜理百為又各因能受任器使咸宜建閣於此山之巓，其閣崇四丈有八，深廣各四丈有六，四面砌以[缺一字]石，上下蓋以[缺二字]，前後屏以坊碑，閣前仍築一臺，臺上石，石邊復豎堅石為圍，至於木屑竹頭悉自己出，規模制度悉自經營，不染人間絲粟不參道謀[缺二字]嵬峨峻麗，峯頂接天，宛乎通明之在日也，踰年而厥工告成，神人胥悦，公即欲旋歸，僧曰：公之為此也損貲已多矣，經歷已久矣，[缺三字]惕胼手胝足亦已勞矣，越歷歳月兩期而還於茲亦有日矣，使不勒之堅石，何以傳後世，何以紀大功，因以其文屬子，子嘆曰：公何心哉[缺三字]苦若是也，蓋公之在國也，為忠臣，在家也，為孝子，其於名分之正，綱常之秩，尊卑之別，上下之辨，所以繩祖武以遇太祖之隆者，養之素矣，故出其忠，所以昭祀上帝者此也，出其孝，所以奉君上帝者此也，今日之不安於上帝，得非所以正明分，秩綱常，別尊卑，辨上下，以達此心之忠孝乎，况至誠懇切終始如一，又非勉强為善者所可論也，夫祖關開之於前，以[缺二字]年之統，韓公繼之於今，又衍百代之光，是祖關固有以開此刹之先，而公則再世之祖關也，孟子曰：鷄鳴而起孳孳爲善者，舜之徒也，公[缺二字]至壯歷年六十餘矣，而爲善之心恆孳孳於鷄鳴之惕，若公者[缺一字]不得為聖賢之徒乎，嘗謂太上立德其次立功，然立德於一時者，其德[缺二字]，立功於一時者，其功易墜，今閣在一時，則公在一時，閣在萬世，則功在萬世，而德亦與之不朽矣，書曰作善降祥，公之心固非為降祥謀[缺二字]，公之未洩之精華，未試之事業，吾固知其不在公，而在公之子孫矣，天又豈或爽乎，公長子韓世臣繼槐，次世功肖槐，公諱樽輔，雙槐乃[缺二字]，時萬歷四年歳丙子秋七月吉旦，照碑今剝蝕，照舊志錄。
- 明洪武四年重鐫宋馮檝宰相古碑記，燻書。[缺一字]横擔柱杖，藏之江海濱，山海有崩涸，此書無埵淪，要使後之人，知有正字君，然後定褒貶，萬古揚清芬。右建炎初，先君給事任祕書省正字，[缺一字]書説苖傳劉正彥復辟[缺一字]有旨：馮檝發於忠憤，誠節可嘉，特遷秩除郎官，漫菴為賦此詩，敬刻石於昌州墳廬之忠誠堂，以傳永久，長男朝散，次男朝奉[缺一字]通判漢州覺謹識。按碑今毁，照舊志錄。